# Катастрофа Ил-12 под Новосибирском (1954)
Катастро́фа Ил-12 под Новосиби́рском в 1954 году́ — авиационная катастрофа, произошедшая ночью в понедельник 27 сентября 1954 года при заходе на промежуточную посадку в аэропорту Новосибирска с самолётом Ил-12 авиакомпании Аэрофлот, выполнявшим рейс 10 (Южно-Сахалинск—Москва), в результате которой погибли 29 человек. Это крупнейшая катастрофа Ил-12.

## Предшествующие обстоятельства
Ил-12 с бортовым номером СССР-Л1365 (заводской — 30086) был выпущен ММЗ «Знамя Труда» в 1947 году и изначально поступил в Якутскую авиагруппу Якутского территориального управления ГВФ. С 21 июля 1951 года он начал эксплуатироваться в Новосибирской авиагруппе Западно-Сибирского территориального управления ГВФ.
Данный борт выполнял рейс 10 из Южно-Сахалинска в Москву с промежуточными посадками в Красноярске и Новосибирске. Пилотировал его экипаж из 115 транспортного авиаотряда, состоящего из командира Александра Усачёва, стажёра Георгия Сухарева, второго пилота Якова Коновалова, бортмеханика Сергея Шачнева и бортрадиста Якова Шестака. 26 сентября в 22:17 Ил-12 вылетел из аэропорта Красноярска, где совершал промежуточную посадку и направился к следующей — Новосибирску. На его борту находились 24 пассажира.

## Катастрофа
На момент вылета борта Л1365 из Красноярска в Новосибирске было ясно, а видимость составляла 4—10 километров. Однако в 00:12 метеостанции аэропорта Новосибирска поступило штормовое предупреждение, что аэропорт накрыло туманом и видимость упала до 300 метров. В 00:20 вылетевший из аэропорта борт Л1310 доложил, что облачность простирается от высоты 40 метров до 150 метров. Однако руководителю полётов синоптик о тумане доложил только в 00:25. В 00:30 видимость повысилась до 400 метров, но в 00:50 упала уже до 200 метров.
Ил-12 борт Л1365 вошёл в зону аэропорта в 00:37. Руководитель полётов принял решение о посадке самолёта в аэропорту, хотя по правилам был обязан отправить на запасные (Кемерово или Барабинск). Посадка осуществлялась с южной стороны по магнитному курсу 15°. На этом направлении была неудовлетворительная курсо-глиссадная система: отсутствовали огни приближения и плохо работала БПРМ, к тому же имелись препятствия в виде посёлка и деревьев, а также глубокий овраг. Вопреки инструкции, руководитель полётов не стал отправлять на БПРМ дежурного синоптика для корректировки захода. В результате при первой попытке самолёт прошёл на 300 метров левее полосы и выше. Тогда руководитель полётов отправил его на второй круг, после чего связался по телефону с начальником аэропорта и доложил о своём решении. Тот одобрил посадку, хотя даже не поинтересовался метеообстановкой и не стал лично приезжать на аэродром.
В 00:57 Ил-12 совершал второй заход на посадку и командир доложил о пролете ДПРМ на высоте 150 метров и далее о снижении до 100 метров. После этого связь с бортом прервалась. На расстоянии 200 метров от БПРС и левее посадочного курса, Ил-12 врезался в деревья, тем самым повредив винты и левое крыло. Потерявший скорость самолёт врезался в высокий крутой склон оврага и полностью разрушился. Пожара при этом не возникло. Погибли все 29 человек на борту — крупнейшая катастрофа в истории Ил-12.

## Причины
Катастрофа произошла из-за ряда причин:
- Руководитель полётов и начальник аэропорта разрешили осуществление посадки при погоде ниже минимума;
- Дежурный синоптик доложил информацию о погоде лишь спустя более 10 минут после получения штормового предупреждения;
- Сам аэропорт не был оборудован радиотехническими средствами для приема самолетов с южного направления данного аэропорта.